# Jiří Olšovský
Jiří Olšovský (* 11. března 1952, Vrchlabí) je český filozof a básník.

## Životopis
Od roku 1992 pracoval v Masarykově ústavu AV ČR, kde se zabýval Masarykovým myšlením. V roce 1997 se stal vědeckým pracovníkem ve Filozofickém ústavu AV ČR v Praze, kde se věnoval studiu existenciální filosofie, zejména myšlení S. Kierkegaarda, dále pak učení Jana Patočky a Martina Heideggera. Napsal mnoho publikací a v roce 1999 mu vyšel Slovník filosofických pojmů současnosti, jehož druhé, rozšířené a prohloubené vydání uveřejnilo české vědecké nakladatelství AV ČR Academia v roce 2005. Podílí se také na překladech současné filosofie.

## Výběr z díla
- OLŠOVSKÝ, Jiří. Masarykova praktická filosofie. Praha: Ústav T. G. Masaryka, 1993. Sborník přednášek je věnován Masarykově politické filozofii, etice, sociologii a jeho vztahu k náboženství a sociálním otázkám.
- OLŠOVSKÝ, Jiří, 2011. Slovník filozofických pojmů současnosti. 3., rozšířené a aktualizované vyd. Praha: Grada. 333 s. Dostupné online. ISBN 978-80-247-3613-6. Kapitola „Spiritualismus”, s. 233.
- OLŠOVSKÝ, Jiří. Heidegger a Kierkegaard: Na cestě k myšlení. [s.l.]: Akropolis, 2013. ISBN 978-80-7470-044-6.